# Pusan (stacja kolejowa)
Pusan – stacja kolejowa w Pusan, w Korei Południowej. Znajduje się tutaj 5 peronów.